# حصان بيروني
حصان بيروني (بالإنجليزية : Bhirum pony) هو سلالة أحصنة بوني نشأت في شمال نيجيريا، وتنتمي كذلك هذه السلالة لمجموعة أحصنة غرب إفريقيا البربرية.